# Courtenay Edward Stevens
Courtenay Edward Stevens (* 14. April 1905 in London; † 1. September 1976 in Oxford) war ein britischer Althistoriker.

## Leben und Wirken
Er war Mitglied der Inklings, des informellen Literaturkreises um C. S. Lewis und J. R. R. Tolkien. Bei Inklings wurde er Tom (oder Tom Brown) genannt. Er war Fellow (1955–1972) am Magdalen College der University of Oxford.

## Schriften
- Sidonius Apollinaris and his age. Oxford 1933, OCLC 875691344.
- mit Alexander Hubert Arthur Hogg: The defences of Roman Dorchester. 1937, OCLC 230339288.
- Gildas and the civitates of Britain. London  1937, OCLC 878685734.
- Magnus Maximus in British history. Paris 1938, OCLC 43176799.
- The British sections of the “Notitia Dignitatum”. 1941, OCLC 43177603.
- Britain between the invasions (B.C. 54 – A.D. 43) a study of ancient diplomacy, London 1951, OCLC 23963517.
- The decline and fall of Roman Britain. 1951, OCLC 43177550.
- The ‘Bellum Gallicum’ as a Work of Propaganda. 1952, OCLC 47173988.
- Marcus, Gratian, Constantine. Pavia 1957, OCLC 23060109.
- The building of Hadrian’s Wall. Kendal 1966, OCLC 467936.
- The Roman name of Ilchester. St. Peter Port 1972, ISBN 0900749733.